# 金光熙 (英雄联盟职业选手)
Rascal（本名金光熙 ， 1997年10月16日－ ），韩国英雄联盟职业玩家，ID为Rascal ，司职上单，目前效力于DRX 。

## 职业生涯
2017年3月8日，他在LJL赛区中加入了Rascal Jester战队并作为队伍的主力上单正式开始了自己的职业生涯。最初使用的ID为Taki。
2017年夏季赛加盟了龙珠战队，并在龙珠担任Khan的替补。并且以替补身份参加了2017年英雄联盟世界赛。Rascal只在小组赛出场过1次，最终龙珠战队以6胜0负小组第一出线，四分之一决赛以0:3不敌SSG，止步八强。 
2整个2018年，Rascal都作为Khan的替补，出场机会很少。同年11月，SKT官宣Khan加入，Rascal因此被正式提上KZ战队首发。
2019年LCK春季赛，Rascal作为KZ战队的首发上单打满了每一场比赛并发挥出了不错的实力，为队伍作出了贡献。最终KZ以13胜5负的战绩排名常规赛第三。季后赛上KZ3:0击败DWG，但在下一轮以0:3不敌SKT被淘汰。
2019年11月20日，Gen.G宣布Rascal选手加盟。 他在2020年春季赛中作为首发出场，并最终获得了亚军。2020年LCK春季赛，Rascal共出场47场，荣获常规赛最佳第二阵容。Gen.G战队以14胜4负排名常规赛第一直接进入决赛，但在决赛以0:3不敌SKT获得亚军。 同年LCK夏季赛，Gen.G以14胜4负排名常规赛第三进入季后赛，季后赛先是以3:0击败AFs，随后在与DRX的比赛中被让二追三，获得季军。 冒泡赛上以3:0击败T1成为LCK三号种子。 S10全球总决赛，Gen.G和LGD、TSM、FNC分到C组。最终Gen.G以5胜1负小组第一进入淘汰赛。在淘汰赛被G2淘汰，止步八强。
他还在2021年春季赛季以主力身份出战。春季赛期间，他延续了良好的状态，为球队获得亚军做出了贡献。2021年LCK春季赛，Rascal共出场50场，荣获常规赛最佳第二阵容。Gen.G战队以13胜5负排名常规赛第二，半决赛3:0击败T1，决赛0:3不敌DK，获得亚军。 同年LCK夏季赛，Gen.G在半决赛1:3不敌T1，止步四强，最终依靠着全年积分优势成为LCK的二号种子。2021赛季结束后，他离开了Gen.G。 
2022年，Rascal加入了KT Rolster 。  2022年春季赛季，Rascal作为KT的首发上单出场，KT以7胜11负排名常规赛第七，未能进入季后赛。 [31] 3月22日，LCK官方更新春季赛的最佳阵容，Rascal入选二阵。 他在夏季赛季之初的状态有些徘徊，但随着赛季的推移，他逐渐恢复状态并展现出更好的状态。在2022年7月29日对阵DWG KIA的比赛中，他成为第三位击杀数达到1000的上单选手。 夏季赛季结束后，他入选三阵阵容。  2022赛季结束后，他与KT合同到期，恢复自由人身份。
2022年12月3日，DRX官宣上单选手Rascal正式加盟队伍。 

## 附属团队
| #  | 队名              | 效力时间                | 附属联赛 | 笔记 |
| -- | ----------------- | ----------------------- | -------- | ---- |
| 一 | Rascal Jester     | 2017.03.08 ~ 2017.05.23 | LJL      |      |
| 2  | KING-ZONE DragonX | 2017.05.23 ~ 2019.11.18 | LCK      |      |
| 3  | Gen.G             | 2019.11.20 ~ 2021.11.16 | LCK      |      |
| 4  | KT Rolster        | 2021.11.23 ~ 2022.11.22 | LCK      |      |
| 5  | DRX               | 2022.12.03 ~            | LCK      |      |

## 奖项
- 2017 年LCK夏季赛冠军
- 2017英雄联盟KeSPA杯亚军
- 2019 年洲际赛冠军
- 友利银行英雄联盟冠军韩国春季赛 2020 亚军
- 友利银行英雄联盟冠军韩国2020年春季全职业第二队
- 2020 年英雄联盟世界锦标赛四强
- LCK2021年春季赛亚军
- 2022 LCK Awards罗技最佳单杀选手奖

## 链接
1. ↑  .   [2023-06-25]. （原始内容存档于2021-08-08）.
2. ↑  .   [2023-06-25]. （原始内容存档于2023-06-25）.
3. ↑  .   [2023-06-25]. （原始内容存档于2023-06-25）.
4. ↑  .   [2023-06-25]. （原始内容存档于2022-04-22）.
5. ↑  .   [2023-06-25]. （原始内容存档于2022-11-22）.
6. ↑  .   [2023-06-25]. （原始内容存档于2022-11-22）.
7. ↑  .   [2023-06-25]. （原始内容存档于2022-12-04）.